# Фјумарета ди Амељија (Ла Специја)
Фјумарета ди Амељија је насеље у Италији у округу Ла Специја, региону Лигурија.
Према процени из 2011. у насељу је живело 806 становника. Насеље се налази на надморској висини од 1 м.